# Hjälmnäshornsfågel
Hjälmnäshornsfågel (Rhinoplax vigil) är en mycket stor akut utrotningshotad fågel i familjen näshornsfåglar. Den förekommer i Sydostasien och minskar kraftigt i antal till följd av habitatförstörelse och jakt.

## Utseende och läten
Hjälmnäshornsfågeln är med en kroppslängd på 110–120 cm en mycket stor medlem av familjen. Den är mestadels mörkbrun och vit, med förlängda mittersta stjärtpennor. På huvudet syns en distinkt, hög kask som är mestadels röd men gul längst fram. Hanen har bara röda områden på halsen, honan ljusturkos bar hud på huvud och hals. Lästet består av en lång serie rätt ljusa "pooh" som plötsligt övergår i ett antal tvåstaviga "poohoo" och sedan avslutat i ett hårt, kacklande skratt.

## Utbredning och systematik
Fågeln återfinns från Myanmar till södra Thailand, Malackahalvön, Sumatra och Borneo. Den behandlas som monotypisk, det vill säga att den inte delas in i några underarter.

## Status
Fram till 2015 kategoriserades arten som nära hotad (NT), men har därefter uppgraderats till akut hotad (CR) av IUCN. Fågeln är utsatt för mycket hårt jakttryck och habitatförlust.